# Arioald al longobarzilor
Arioald (n. secolul al VI-lea d.Hr. – d. 636 d.Hr.) a fost rege al longobarzilor din Italia de la 626 la 636.
Inițial duce longobard de Torino, Arioald s-a căsătorit cu prințesa Gundeberga, fiica regelui Agilulf cu regina Theodelinda. Spre deosebire de socrii săi, care erau catolici, el era adept al arianismului.  
Arioald l-a depus pe succesorul lui Agilulf, cumnatul său Adaloald cu sprijinul nobilimii, ca urmare a faptului că acesta fusese lovit de nebunie. Odată devenit rege, el și-a închis soția într-o mănăstire, acuzând-o că ar fi complotat împotriva sa alături de ducele Tasson de Friuli. De asemenea, Arioald a restabilit arianismul în Regatul longobard. Singurele războaie consemnate în timpul domniei sale au fost împotriva avarilor, pe care i-a respins cu succes în cadrul invaziei acestora asupra Italiei de nord-est. 